# カバイン
カバイン(Kavain)は、カヴァの根に含まれる主要なカヴァラクトンである。

## 薬理学
カバインは鎮痙性作用を持ち、電位依存性ナトリウムチャネル及びカルシウムチャネルとの相互作用を通して血管の平滑筋の収縮強度を弱める。この効果がどのように仲介されるか、またこの機構がどの程度カヴァラクトンの持つ抗不安薬や鎮痛剤としての効果に寄与しているかについては、分かっていない。カバインの薬理的作用についてはまだ十分に研究されておらず、セロトニンの再取込の阻害剤、モノアミン（ノルエピネフリン）の取込み阻害剤としての作用のいずれも確認されておらず、NMDA型グルタミン酸受容体の活性化も確認されていない。
カバインや関連カヴァラクトンが向精神薬、鎮静薬、抗不安薬として働く機構については、現在でも議論がある。GABAA受容体のベンゾジアゼピン/フルマゼニル結合部位への直接結合は、カバインの光学異性体では起こらない。多くの研究は、植物の別の部位からのカヴァ抽出物について行われており、カバインそのものには適用できない。2016年、カバインはα4β2δ型のGABAA受容体に結合し、GABAの有効性を高めることが報告された。
イオンの流出入に影響を与える一般的な抗てんかん薬、気分安定薬とカバインとのin vivo研究比較レビューにより、カヴァピロン類はNa+に対する弱いアンタゴニストとして作用し、抗てんかん薬の効果を示すことが示された。また、L-型のカルシウムチャネルのアンタゴニストでもあると言われており、初期のK+の流出の正の調節因子として働き、ラモトリギンと似た気分安定薬の作用を示す。
カバインとそのアナログは、P糖タンパク質、シトクロムP450、シクロオキシゲナーゼ等の細胞標的に対する創薬において関心を持たれている。